# Jernbrinte modstand
En jernbrinte modstand eller jernbrinte resistor består af en hydrogenfyldt glasrør (ligner en klar glødepære), i hvilken jerntråden er placeret.  Denne resistors resistans har en positiv temperaturkoefficient og er derfor en PTC-termistor.  Denne resistansopførsel gør den anvendelig til at stabilisere strømmen gennem et kredsløb overfor varierende spændingsændringer. Denne komponent kaldes ofte en "barretter", fordi den ligner en  barretter anvendt til at detektere radiosignaler. Den moderne efterfølger til jernbrinte modstanden er en strømkilde.

## Virkemåde
Når strømmen stiger, stiger trådtemperaturen også. Jo højere temperatur jo højere elektrisk modstand, hvilket modvirker strømstigning. Hydrogengassen beskytter jernet mod oxidation og øger PTC-virkningen, da hydrogenets opløselighed i jern stiger med stigende temperatur, hvilket også øger resistansen.

## Anvendelser
Jernbrinte modstande blev anvendt i de tidlige elektronrørssystemer i serie med elektronrørets varmetråd, til at stabilisere varmetråden mod flukterende spænding.